# Metalinhomoeus typicus
Metalinhomoeus typicus är en rundmaskart som beskrevs av De Man 1907. Metalinhomoeus typicus ingår i släktet Metalinhomoeus och familjen Linhomoeidae. Arten är reproducerande i Sverige. Inga underarter finns listade i Catalogue of Life.